# 福特縣 (伊利諾伊州)
福特縣（英語：Ford County）是美国伊利诺伊州東北部的一個縣，面積1,260平方公里。根據2020年美國人口普查統計，共有人口13,534人。縣治帕克斯頓（Paxton）。該縣成立於1859年2月17日，是該州最近成立的縣；縣名紀念伊利諾州州長湯瑪斯·福特（Thomas Ford）。